# Hamid Guska
Hamid Guska (* 15. Februar 1953 in Konjic) ist ein bosnischer Boxtrainer und ehemaliger Amateurboxer.

## Amateur
Hamid Guska begann seine Karriere 1974 bei BK Partizan Sarajevo. Der Club änderte später den Namen in BK Željezničar Sarajevo und wurde zum Teil des SD Željezničar. Seine Amateurkarriere endete 1980 nach einer Armverletzung. 1981 wurde er zum Trainer des BK Željezničar ernannt.

## Trainerkarriere beim BK Željezničar
Mit dem BK Željezničar gewann Guska 1986 den Titel der zweiten Boxliga Jugoslawiens. Der Aufstieg in die erste Boxliga Jugoslawiens war der größte Erfolg seit der Gründung des Vereins. Von 1986 bis 1992 war Željezničar einer der stärksten Boxclubs in Jugoslawien. Zahlreiche Boxer des Clubs gewannen die jugoslawischen Meisterschaften und Medaillen bei großen Boxturnieren.
Guskas damalige Schützlinge waren unter anderem:
Fikret Kadić, Almedin Fetahović, Stephen Mwema, David Ouma, Zijad Hodžić, Vibor Ćorković, Predrag Bartula, Zaim Numanović, Kazimir Radoš, Rifet Kadić, Afrim Majanci, Ibro Jakupović, Ramiz Aljić, Mustafa Mrkulić, Izet Mrkulić, Mensur Peljto, Draženko Đokić, Muhamed Jeleč, Mergim Šalja, Said Čolpa, Edin Bajrić u. v. a.
Mit Beginn des Krieges 1992 (Bosnienkrieg) wurde BK Željezničar aufgelöst.

## Bosnien-Herzegowina
1993 wurde Guska zum Trainer der neuformierten Boxnationalmannschaft von Bosnien-Herzegowina ernannt. Sein Boxer Almedin Fetahović gewann Gold bei den Mittelmeerspielen 1993 in Frankreich. Es war die erste goldene Medaille für Bosnien-Herzegowina als unabhängige Republik, die an einem sportlichen Großereignis erkämpft wurde. Guska betreute die Nationalmannschaft Bosniens bei ihrer ersten Teilnahme an den Europameisterschaften 1993 in Bursa. Schwergewichtler Edin Bajrić verlor im Achtelfinale gegen Danny Williams aus Großbritannien. Nach den Europameisterschaften nahm sich Guska eine Auszeit vom Boxen. 2001 wurde er zum Trainer der Juniorennationalmannschaft Bosniens ernannt. Bei den Junioreneuropameisterschaften 2001 gewann Aldin Avdić Bronze im Superschwergewicht. Es war die erste Medaille für Bosnien bei Europameisterschaften. Von 2002 bis 2009 war Guska Cheftrainer aller Nationalmannschaften von Bosnien-Herzegovina.
Unter seiner Betreuung gewannen die bosnischen Boxer vier Bronzemedaillen bei großen sportlichen Ereignissen: Jasmin Hasić (Junioren-EM 2007 in Sombor), Memnun Hadžić (Europameisterschaften 2008 in Liverpool), Nadir Čolpa (Schüler-EM 2008 in Novi Sad) und Velibor Vidić (Mittelmeerspiele 2009 in Pescara).
Im August 2009 wurde Guska als Cheftrainer entlassen. Dabei erklärte er seinen Rücktritt vom Boxen und übernahm den Posten des Schuldirektors in einer Grundschule in Hrasnica, Ilidža.
Sein Nachfolger in der Nationalmannschaft wurde der Olympiasieger von 1984 Anton Josipović.
Hamid Guska ist der erfolgreichste bosnische Auswahltrainer aller Zeiten, da seine Schützlinge vier Medaillen bei Europameisterschaften und zwei bei Mittelmeerspielen gewannen.